# فريدريش ويلهلم شولتس (صحفي الرأي)
فريدريش ويلهلم شولتس (بالألمانية: Friedrich Wilhelm Schulz) (و. 1797 – 1860 م) هو صحفي الرأي، وكاتب، ومحرر، وسياسي ألماني، ولد في دارمشتات، توفي عن عمر يناهز 63 عاماً.

## مناصب
تولى منصب عضو برلمان فرانكفورت ‏
.